# Епархия Толеду
 Епархия Толеду (лат. Dioecesis Toletana in Brasilia) — епархия Римско-католической церкви c центром в городе Толеду, Бразилия. Епархия Толеду входит в митрополию Каскавела. Кафедральным собором епархии Толеду является собор Христа Царя.

## История
20 июня 1959 года Римский папа Иоанн Павел II издал буллу Cum venerabilis, которой учредил епархия Толеду, выделив её из апостольской префектуры Фос-ду-Игуасу (сегодня — Епархия Фос-ду-Игуасу). В этот же день епархия Толеду вошла в митрополию Куритибы.
16 декабря 1964 года епархия Толеду передала часть своей территории епархии Гуарапуавы.
5 мая 1978 года епархия Толеду передала часть своей территории в пользу возведения новых епархий Каскавела и Фос-ду-Игуасу.
16 октября 1979 года епархия Толеду вошла в митрополию Каскавела.

## Ординарии епархии
- епископ Armando Círio (14.05.1960 — 5.05.1978) — назначен епископом Каскавела;
- епископ Жералду Мажела Агнелу (5.05.1978 — 4.10.1982) — назначен архиепископом Лондрины;
- епископ Lúcio Ignácio Baumgaertner (2.07.1983 — 27.12.1995) — назначен архиепископом Каскавела;
- епископ Anuar Battisti (15.04.1998 — 29.09.2004) — назначен архиепископом Маринги;
- епископ Francisco Carlos Bach (27.07.2005 — 3.10.2012);
- вакансия.

## Источник
- Annuario Pontificio, Libreria Editrice Vaticana, Città del Vaticano, 2003, ISBN 88-209-7422-3
- Булла Cum venerabilis, AAS 51 (1959), стр. 897  (лат.)